# 斯蒂芬·T·沃伦
斯蒂芬·T·沃伦（1953年—2021年6月6日）是一位美国遗传学家，埃默里大學医学院教授，2006年任美国人类遗传学学会会长，1991到2002年间在霍华德·休斯医学研究所任职，专攻X染色體易裂症。